# 新千年民主党
新千年民主党（しんせんねん みんしゅとう）は、金大中政権（国民の政府）時代の韓国における政党（与党）である。金大中が創党した平和民主党の潮流を受け継ぐ自由主義政党である。略称は民主党。

## 概要
金大中政権与党の新政治国民会議（国民会議）を改編する形で、2000年1月20日に結成された。当初は、国民会議と同じ与党である自由民主連合との合同による新党結成を模索していたが、責任内閣制導入の是非をめぐって対立したことで実現せず、国民会議単独での新党結成となった。結成直後の4月に行われた総選挙において議席は増やしたものの、第一党の座をハンナラ党から取り返すことは出来ず、厳しい政権運営を余儀なくされた。
党役職者（創党時）
総裁：金大中
代表最高委員：徐栄勲
選挙対策委員長：李仁済
事務総長：金玉斗
院内総務：李在禎
政策委員会議長：朴相千
2002年の大統領選挙が近づくと、初の国民参加型の大統領候補者予備選挙で、盧武鉉が大統領候補に指名された。大統領選挙前に国民統合21の鄭夢準と一本化し、投票日直前に鄭夢準が支持を撤回したものの、20～30代の若者がインターネットで投票の呼びかけをしたことが効を相し、盧武鉉が大統領に当選した。しかし、当選直後から盧武鉉大統領に近いグループと金大中前大統領に近いグループ（東橋洞系）が対立し、2003年9月に盧武鉉大統領に近い議員が離党、国民参与統合新党（統合新党）を結成、盧武鉉大統領も離党し、民主党は野党に転じることになった。その後、統合新党はハンナラ党離党者や改革国民政党と「開かれたウリ党」を2003年11月に結成した。
2004年3月の盧武鉉大統領弾劾では、趙舜衝代表が積極的に弾劾を進め、ハンナラ党と協力して、弾劾訴追案を可決成立に導いた。しかし、国民の厳しい批判を買い支持率が急落、直後に行なわれた総選挙では、地盤の全羅道でもウリ党に支持を奪われ、新興左翼政党の民主労働党をもすら下回る9議席と惨敗、趙舜衝代表や劉容泰院内代表、秋美愛選挙対策委員長など党の有力幹部が相次ぎ落選し、群小政党に転落した。その後2005年5月に党名を｢民主党｣に変更した。→民主党 (韓国 2005-2008)

## 党勢推移

### 大統領選挙
| 選挙   | 年月日         | 候補者 | 得票数     | 得票率  | 当落 |
| ------ | -------------- | ------ | ---------- | ------- | ---- |
| 第16代 | 2002年12月19日 | 盧武鉉 | 12,014,277 | 48.91％ | 当選 |

### 総選挙
| 選挙   | 年月日        | 議席数 | 議席数 | 議席数 | 得票率 （比例区） |
| 選挙   | 年月日        | 合計   | 地域区 | 比例区 | 得票率 （比例区） |
| ------ | ------------- | ------ | ------ | ------ | ----------------- |
| 第16代 | 2000年4月13日 | 115    | 96     | 19     | 35.9％            |
| 第17代 | 2004年4月15日 | 9      | 5      | 4      | 7.1％             |

第16代は地域区における得票率（1人1票制のため）

### 全国同時地方選挙
| 選挙  | 年月日        | 広域 団体長 | 基礎 団体長 | 広域議会 | 広域議会 | 広域議会 | 広域議会          |
| 選挙  | 年月日        | 広域 団体長 | 基礎 団体長 | 合計     | 地域区   | 比例区   | 得票率 （比例区） |
| ----- | ------------- | ----------- | ----------- | -------- | -------- | -------- | ----------------- |
| 第3回 | 2002年6月13日 | 4           | 44          | 143      | 121      | 22       | 29.1%             |